# Liste der Monuments historiques in Drée (Côte-d’Or)
Die Liste der Monuments historiques in Drée führt die Monuments historiques in der französischen Gemeinde Drée auf.

## Liste der Objekte
| Bezeichnung                          | Beschreibung                                                                   | Standort                      | Kennzeichnung | Schutzstatus | Datum | Bild |
| ------------------------------------ | ------------------------------------------------------------------------------ | ----------------------------- | ------------- | ------------ | ----- | ---- |
| Gemälde Madonna mit Kind             | Ölfarbe auf Holz, 17. Jahrhundert; Kopie nach Raffael                          | in der Kirche St-Denis (Lage) | PM21001004    | Classé       | 1981  |      |
| Pietà                                | Kalkstein, 16. Jahrhundert; aus der Kapelle des Schlosses von Verrey-sous-Drée | in der Kirche St-Denis (Lage) | PM21001005    | Classé       | 1913  |      |
| Grabstein für einen Seigneur de Drée | Kalkstein, bezeichnet 1453                                                     | in der Kirche St-Denis (Lage) | PM21001006    | Classé       | 1923  |      |
| Prozessionskreuz                     | Kupfer, versilbert, 16. Jahrhundert                                            | in der Kirche St-Denis (Lage) | PM21001007    | Classé       | 1923  |      |
| Skulptur Heiliger Eligius            | Kalkstein, 16. Jahrhundert                                                     | in der Kirche St-Denis (Lage) | PM21001008    | Classé       | 1923  |      |
| Skulptur Heilige Barbara             | Kalkstein, 16. Jahrhundert                                                     | in der Kirche St-Denis (Lage) | PM21001009    | Classé       | 1923  |      |
| Skulptur Heiliger Dionysius (1)      | Kalkstein, 16. Jahrhundert                                                     | in der Kirche St-Denis (Lage) | PM21001010    | Classé       | 1938  |      |
| Skulptur Heiliger Blasius            | Holz, farbig gefasst, 17. Jahrhundert                                          | in der Kirche St-Denis (Lage) | PM21001011    | Classé       | 1960  |      |
| Skulptur Heiliger Dionysius (2)      | Keramik, farbig gefasst, 17. Jahrhundert                                       | in der Kirche St-Denis (Lage) | PM21001012    | Classé       | 1960  |      |